# Joanna Pizoń-Świtkowska
Joanna Pizoń-Świtkowska (* 23. Februar 1961 in Lublin; †  25. Juni 2013 daselbst) war eine polnische Schwimmsportlerin. Sie hielt mehrere Landesrekorde.
Joanna Pizoń studierte Sportwissenschaft an  der Warschauer
Akademia Wychowania Fizycznego Józefa Piłsudskiego. In ihrem Heimatverein WKS Lublin – KS Lublinianka wurde sie trainiert von Witold Ruzikowski.
Ihren ersten großen Erfolg erzielte sie bei den Jugend-Schwimmeuropameisterschaften 1976 in Oslo, als sie über 200 m Lagen in 2:27,79 min eine Bronzemedaille holte.
Sie gehörte danach nicht nur der Polnischen Nationalmannschaft an, sondern schwamm ein Dutzend Polnische Rekorde.

## Polnische Rekorde
auf der 25-m-Bahn:
| Disziplin    | Zeit    | Klub               | Datum      | Ort    |
| ------------ | ------- | ------------------ | ---------- | ------ |
| 200 m Rücken | 2:24,00 | Lublinianka Lublin | 17.02.1977 | Lublin |
| 200 m Lagen  | 2:27,05 | Lublinianka Lublin | 13.03.1976 | Danzig |
| 200 m Lagen  | 2:26,03 | Lublinianka Lublin | 21.03.1976 | Sofia  |
| 200 m Lagen  | 2:25,36 | Lublinianka Lublin | 06.03.1977 | Bremen |
| 200 m Lagen  | 2:24,03 | Lublinianka Lublin | 26.03.1977 | Lublin |
| 400 m Lagen  | 5:00,02 | Lublinianka Lublin | 16.02.1977 | Lublin |

Polnische Rekorde 50-m-Bahn:
| Disziplin   | Zeit    | Klub               | Datum      | Ort       |
| ----------- | ------- | ------------------ | ---------- | --------- |
| 200 m Lagen | 2:26,35 | Lublinianka Lublin | 05.08.1976 | Oslo      |
| 400 m Lagen | 5:15,05 | Lublinianka Lublin | 23.05.1976 | Auschwitz |
| 400 m Lagen | 5:15,04 | Lublinianka Lublin | 12.06.1976 | Warschau  |
| 400 m Lagen | 5:14,09 | Lublinianka Lublin | 19.06.1976 | Warschau  |
| 400 m Lagen | 5:08,00 | Lublinianka Lublin | 15.08.1976 | Neapel    |
| 400 m Lagen | 5:07,08 | Lublinianka Lublin | 28.05.1978 | Auschwitz |

## Privates
Joanna Pizoń-Świtkowska trainierte auch ihren Sohn Jan Świtkowski, der zwei Jahre nach ihrem Tod bei den Schwimmweltmeisterschaften 2015 in Kasan eine Bronzemedaille über 200 m Schmetterling holte. Pizoń-Świtkowska, verheiratet mit ihrem Mann Andrzej, war zuletzt Vizedirektorin des Gimnazjum nr 11 in Lublin.